# جورج كول (لاعب كريكت)
جورج كول (5 سبتمبر 1885 في المملكة المتحدة - 14 أكتوبر 1964 في المملكة المتحدة) (بالإنجليزية: George Cole)‏ هو لاعب كريكت بريطاني. لعب مع نادي مقاطعة هامبشاير للكريكت ‏ ونادي جامعة كامبريدج للكريكيت ‏.

## وصلات خارجية
- جورج كول على موقع إي آس بي آن كريك إنفو (الإنجليزية)